# Tropical Suite
Albums de Poni Hoax
A State of War
(2013)
Tropical Suite est le quatrième album du groupe pop rock Poni Hoax sorti en 2017,.

## Liste des titres
1. All The Girls (04:44)
2. The Music Never Dies (04:37)
3. The Wild (04:16)
4. Tropical Suite : São Paulo (02:06)
5. Everything is Real (03:41)
6. The Gun (03:45)
7. I Never Knew You Were You (03:45)
8. Tropical Suite : Pattaya (02:20) (avec la participation de Rasmee Wayrana[3])
9. Lights Out (03:53) (avec la participation de Rasmee Wayrana)
10. Belladonna (03:26)
11. Whore Are You (01:23)
12. Throughs The Halls of Shimmering Lights (03:57)
13. Tropical Suite (02:28)
14. Poni Hoax - The Wild (Buvette Rework) (03:58)